# 301511 Hubinon
301511 Hubinon este o planetă minoră (asteroid) din centura de asteroizi. A fost descoperită pe 19 martie 2009 la Saint-Sulpice de Bernard Christophe⁠(d). 
Obiectul prezintă o orbită caracterizată de o semiaxă mare de 3,0518932082498 UAi, o excentricitate de 0,04, o înclinație de 10,4 ° în raport cu ecliptica.